# Claude d'Annebault
Claude d'Annebault (1495 – 2. listopadu 1552) byl francouzský voják a politik. Měl vojenské tituly maršála a admirála Francie. Byl guvernérem Piemontu (1539 až 1543) a Normandie. V letech 1541 až 1547, za panování Františka I., byl faktickou hlavou francouzské vlády. Byl posledním "velkým oblíbencem" Františka I.

## Život
Prvně se vojensky vyznamenal při obraně Mézières v září 1521. Byl zajat v bitvě u Pavie a poté poprvé převzal velení armád v milánském tažení v letech 1528 až 1529. Ke dvoru nastoupil roku 1534, po smrti svého otce, po němž převzal úřad "mistra loveckých suken". V březnu 1536 byl jedním z hlavních vůdců armády, která dobyla Piemont. Během tohoto tažení udržel Turín i přes několikaměsíční obléhání. Byl zajat Uhry; výše jeho výkupného byla velmi vysoká, ale František I. okamžitě nabídl, že ho zaplatí. Uherská královna Annebaulta však propustila až po uzavření míru.
Po vypuknutí nové války s Habsburky a Angličany roku 1543 (osmá italská válka), velel většině operací v Hainautu. Během této kampaně dobyl Landrecies a Lucemburk. V roce 1544 vyjednal Annebault nevýhodný mír s císařem (v Crépách), ale tento separátní mír umožnil Francii soustředit síly na boj proti anglickému králi. Vedl francouzskou invazi na ostrov Wight v roce 1545. Nepodařilo se mu však dobýt Portsmouth, ani osvobodit Boulogne. V květnu 1546 tak raději zvolil mír, který nebyl vzhledem k okolnostem tak nevýhodný.
Poté se věnoval zejména diplomacii. Měl některé smělé plány (spojenectví s Angličany proti Karlu V., rozchod Francie a Anglie s Římem), ale nestihl nic z toho prosadit, neboť jeho snahy přerušila smrt krále Františka I., jehož rakev nesl na pohřbu. Tím skončilo jeho výsadní postavení, ihned po nástupu Jindřicha II. byl zneuctěn a odvolán politických funkcí. Zůstal však ve funkcích vojenských a námořních.
Když na jaře 1551 vyhlásil Jindřich II. císaři válku, Annebault oživil korzárství a byl pověřen velením loďstva. V únoru 1552 byl povolán do komise, která vyhlásila a zorganizovala regentství. Poté znovu vstoupil do úzké rady (vlády). Velel také královnině armádě, jakési záložní armádě, s níž na začátku června dobyl zpět Stenay z rukou vojska uherské královny. Poté se připojil k Jindřichovi II. při obléhání Damvillers. Králi ho pak vyslal bránit Pikardii. V La Fère ale Annebault onemocněl a zemřel.